# Magyar Haltani Társaság
A Magyar Haltani Társaság (MHTT) a természetes vizek haltani vizsgálatával foglalkozó kutatók, valamint a velük összefogó, vizeinkért és halainkért tenni akaró személyek közös szervezete. Fő feladata a tudományos kutatómunka segítése, valamint a minél szélesebb körű ismeretterjesztés.

## Alakulás
A Magyar Haltani Társaságot a természetes vizek haltani kutatóinak egy olyan fórum iránti igénye hozta létre, ahol kifejezetten szakmabeli, halakkal foglalkozó szakemberek előtt mutathatják be és vitathatják meg új kutatási eredményeiket. Az előkészítést és a szervezést Dr. Harka Ákos és Dr. Juhász Lajos, a társaság későbbi elnöke és alelnöke vállalta magára. Munkájuk eredményeként - kapcsolódva az ugyancsak általuk szervezett I. Magyar Haltani Konferenciához - 2005. szeptember 9-én 40 fős taglétszámmal alakult meg az egyesület, a bírósági bejegyzés azonban csak később, december 21-én emelkedett jogerőre.

## Céljai
A Társaság fő célja a Kárpát-medencei természetes vizek halaira irányuló faunisztikai, ökológiai és természetvédelmi kutatások ösztönzése, az eredmények és tapasztalatok közkinccsé tétele, a természetes vizek halállományának megóvása és jobbítása, a magyar haltani szaknyelv ápolása, valamint halaink népszerűsítése és a velük kapcsolatos ismeretterjesztés.

## Szervezeti felépítés[3]
Az egyesület legfelső döntéshozó szerve a közgyűlés, melyen a rendes tagok szavazati joggal, a pártoló tagok tanácskozási joggal vehetnek részt.
A társaság operatív és koordináló szerve az 5 fős elnökség, melynek tagjai:
- Dr. Nagy Sándor Alex, elnök,
- Dr. Juhász Lajos alelnök, valamint
- Dr. Antal László, Sallai Zoltán és Szepesi Zsolt elnökségi tagok.

Tiszteletbeli elnök: Dr. Harka Ákos
Titkár: Dr. Nyeste Krisztián

## Működés
Az egyesület a rendes és pártoló tagok tagdíjaiból, valamint egyéni támogatásokból tartja fenn magát, így az államtól, a pártoktól és mindenféle csoportosulástól függetlenül működik. Rendes tagjainak száma 2020-ban 130, a pártoló tagoké 10. A társaságnak se fizetett alkalmazottja, se tiszteletdíjas munkatársa nincs, költségtérítést nem fizet. A feladatát mindenki ügyszeretetből, díjazás nélkül látja el. Az elnökség a tagság bizalmát élvezve immár a harmadik ötéves ciklusát tölti változatlan összetételben.

## Tevékenység

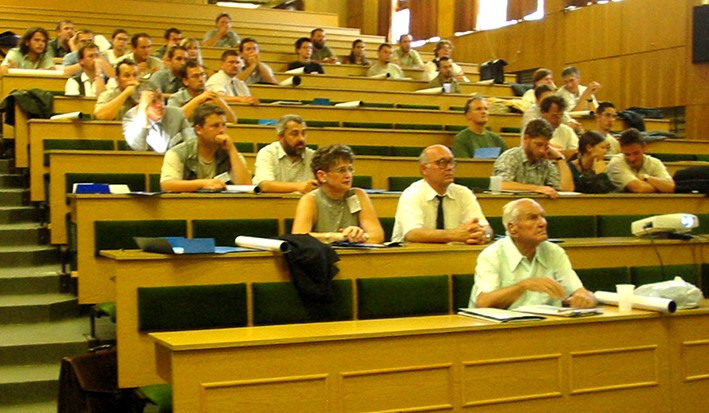
Az alakulóülés 2005-ben

A társaság tevékenységének két kiemelten fontos területe a tudományos kutatómunka segítése és az ismeretterjesztés.

### Tudományos kutatómunka
Kutatásokat a társaság nem finanszíroz, viszont évente megrendezi a Magyar Haltani Konferenciát, lehetőséget biztosítva a kutatóknak újabb eredményeik bemutatására és megvitatására. Az eredmények publikálására a társaság ugyancsak évente megjelenő kiadványa, a Pisces Hungarici szolgál, melynek cikkeit az angol nyelvű Zoological Record rendszeresen ismerteti. A társaság kutatással foglalkozó tagjainak zöme egyetemi vagy kutatóintézeti keretek között végzi munkáját, de van köztük egyéni vállalkozó és szabadidejét erre áldozó szakember is. A finanszírozás tehát nem feladata az egyesületnek, ellenben a megoldandó témák fölvetésével olykor szerepe lehet a témaválasztásban. Példa erre a Körösben élő pataki márnák identitásának fölvetése, ami Dr. Antal Lászlót és szerzőtársait egy új faj, a bihari márna leírásához vezette.

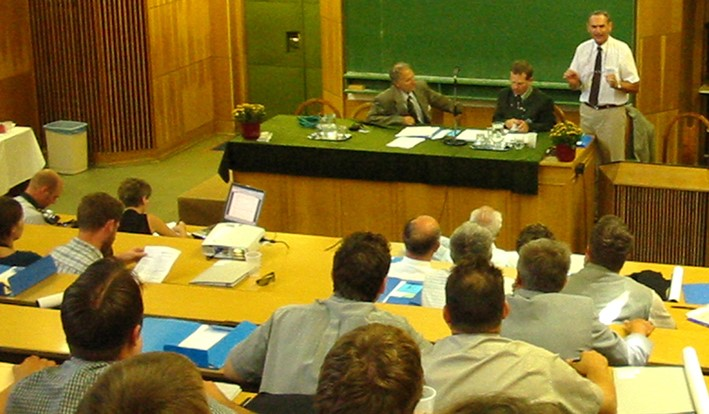
Az alapszabály vitája

### Ismeretterjesztés
Az első években vetített képekkel illusztrált előadások jellemezték a társaság ismeretterjesztő tevékenységét, később azonban egyre nagyobb szerepet kapott e területen is az internet.
Az őshonos halaink ismertebbé tétele érdekében 2010-ben bevezették év hala választást, de ekkor még az elnökség döntött ebben a kérdésben. 2011-ben azonban már csak jelölteket állítottak, és internetes közönségszavazás döntött a cím elnyeréséről. A választás egyre népszerűbb, míg a 2011-es „év hala” választásra mintegy 2 500 szavazat érkezett be, a 2020-as év haláról már 14 642 szavazat alapján született döntés.
2012-ben megindították és szolgáltatásként azóta is fönntartják honlapjukon a Mit fogtam? rovatot. Ez beküldött fényképek alapján segíti a horgászokat az általuk fel nem ismert fogott halak azonosításában, így fejlesztve halismeretüket.
A társaság honlapja iránti érdeklődést jelzi, hogy 2011. augusztus 23-i megújításától 2022 végéig 159 országból 600 ezren látogatták meg. A kapcsolatok szélesítése érdekében azonban 2014-ben létrehozták a hozzá szorosan kapcsolódó Facebook-oldalt is, melynek már ötezernél több követője van.
2016-ban a társaság kezdeményezte, hogy 2017-től minden év március 20-a legyen a halak napja. Javaslatukkal az Földművelésügyi Minisztérium illetékes főosztálya, a Mohosz, a MA-HAL és az akvaristák országos egyesülete is egyetértett, s azóta mindannyian társként vesznek részt a programok szervezésében.